# Teanu (île)
Teanu (ou Tevai) est, après Banie, la seconde île qui compose le groupe des îles Vanikoro.
L'île de Teanu ne comporte actuellement qu'un seul village habité, Puma.
Elle a donné son nom au teanu, la langue principale parlée aujourd'hui par la population mélanésienne de Vanikoro.